# Piazza Banchi
Piazza Banchi è una piazza del quartiere del Molo, nel centro storico di Genova. Lastricata in pietra di luserna è posta all'incrocio di alcuni caruggi tra la via Ponte Reale, via San Luca, via San Pietro della Porta e via Banchi.

## Storia
In antichità era vicinissima al mare, sul quale la Ripa Maris si affacciava e nel quale sfociava il rio Riale di Soziglia che raccoglieva il rio Bachernia e il rio delle Fontane Marose. 

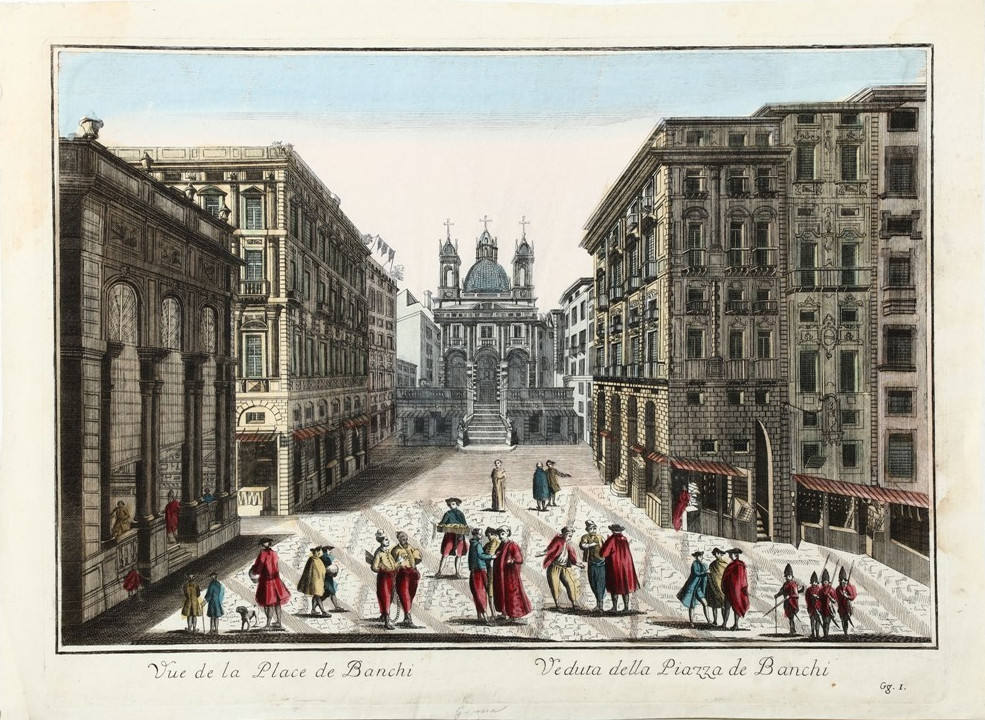

Insieme a vico del Filo, una volta aperte le vie al Ponte Reale e Banchi, costituiva la principale via di accesso da Palazzo San Giorgio, in allora palazzo del governo del comune e dalla Ripa alla cattedrale di San Lorenzo.
Sin dal secolo XII aveva una destinazione mercantile e inizialmente vi era l'antico mercato del grano. In seguito divenne la piazza principale e cuore finanziario della città dell'epoca con i suoi palazzi, la Loggia e la chiesa di San Pietro della Porta, così chiamata per la sua vicinanza ad una delle porte antiche, poi distrutta.
Tra il 1583 e il 1599 vengono aperte via Banchi e via al Ponte Reale, due delle quattro strade di accesso.
La piazza appare, non essendo percettibile dalle vie limitrofe, solo quando vi si arriva e lì sorprende per un'inattesa spazialità che le viene conferita dal gioco di prospettive delle finte architetture delle facciate decorate degli edifici che la contornano. 
La stessa posizione della chiesa di San Pietro, sopralzata rispetto al piano stradale con i suoi due campanili, è una sorta di fondale scenico e con le sue decorazioni conferisce una dilatazione dello spazio che suscita, voluto e ricercato, lo stupore inatteso dell’osservatore.

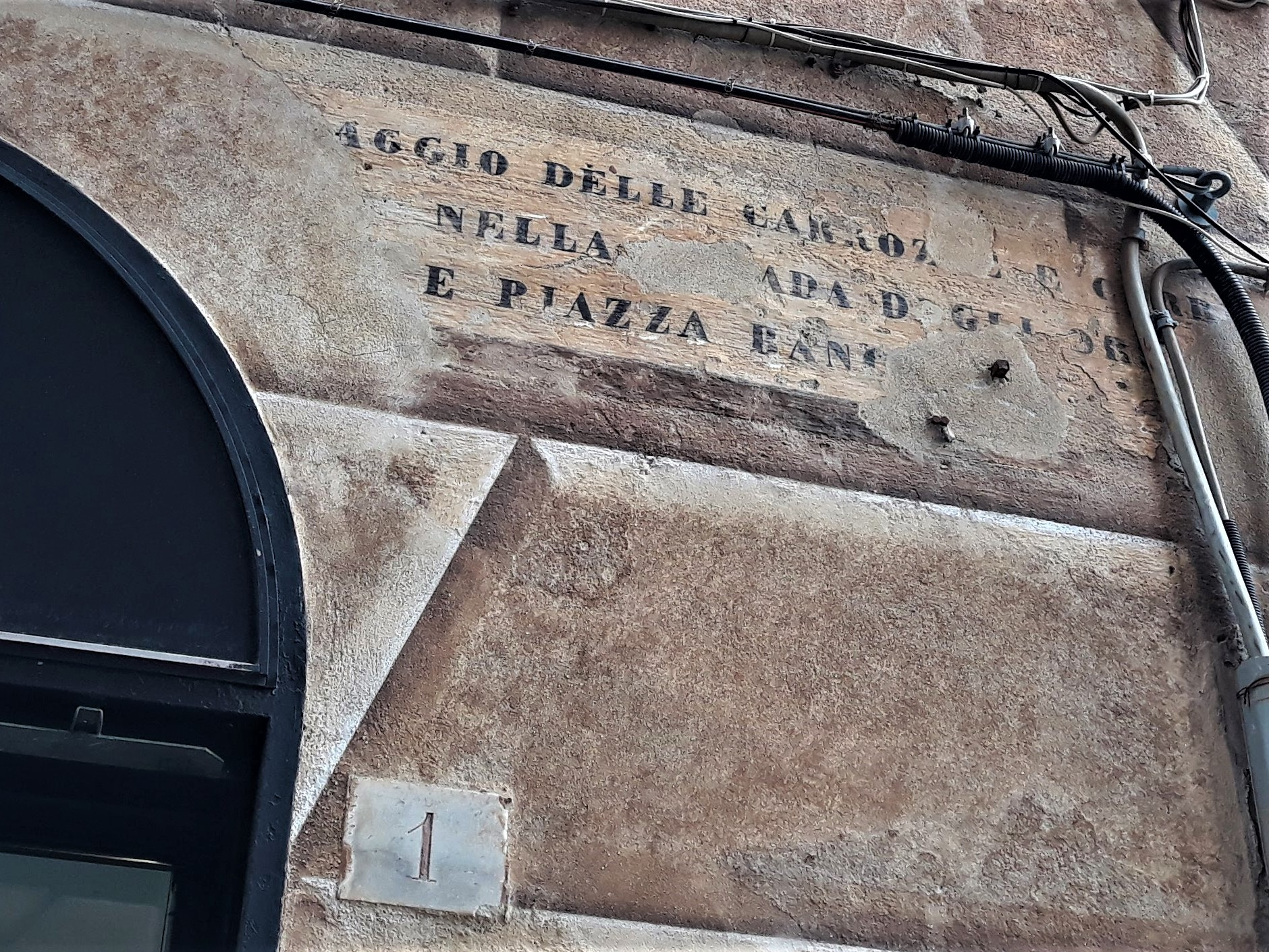

Le vie e la piazza non erano percorribili in carrozza tanto che all'inizio della via al Ponte Reale si trova una lapide con questa iscrizione «(E' VIETATO IL PASS)AGGIO DELLE CARROZ(ZE) E CARRI NELLA (STR)ADA DEGLI OR(EFICI) E PIAZZA BANCHI»
Oggi, la percezione risulta più limitata: un edificio non presenta più le decorazioni iniziali, ma intonacatura liscia, la Loggia risulta chiusa da vetrate e non aperta come in origine, tutte le aree dei piani terreni dei palazzi, ora sono chiuse, in origine avevano i sotto porticati aperti in cui erano gli scagni e le botteghe dell’epoca.

### Origine del nome

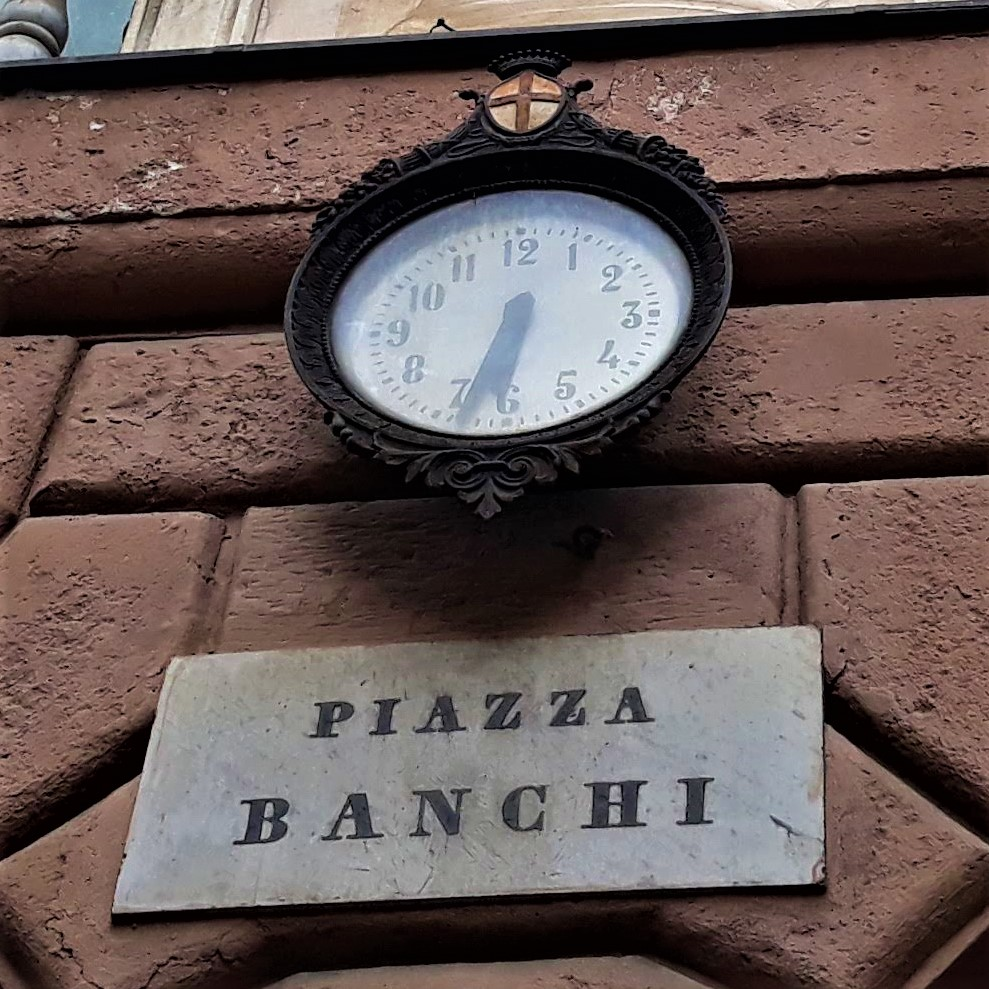

La zona nei secoli XII e XIII ebbe uno sviluppo commerciale e di affari con notai e banchieri appartenenti alle famiglie dei De Marini, Di Negro, Lercari, Malocello, Negrone che vi risiedevano con i palazzi delle loro famiglie.
Dalla vocazione commerciale deriva il nome della piazza e, in particolare, dai banchi di cambio bancouti che erano punto di incontro e scambio per i mercanti da ogni paese. Proprio da quegli antichi banchi dei cambiavalute e banchieri deriva il suo nome. Da notare come poco distante dalla piazza, era nata anche la Casa delle compere e dei banchi di San Giorgio, una tra le prime istituzioni bancarie nate nell'Italia dei Comuni.

### Fatti storici o di cronaca avvenuti nella piazza
Fu teatro di lotte tra guelfi e ghibellini, ragion per cui, molte delle dimore, ivi site, furono incendiate e distrutte nel 1398 e la stessa chiesa di San Pietro della Porta venne distrutta in uno di questi incendi.
Nel 1421, fu scenario di una lotta di potere tra il Doge Tommaso Campofregoso e il suo avversario Luca Pinelli, fatto poi, giustiziare con crocifissione.
Passate due pestilenze che decimarono la popolazione, nel XVI secolo la piazza ritornò ad essere centro degli scambi commerciali.
La piazza fu ancora al centro di lotte e di scontri.  Vide infatti la presenza della Compagnia dell’agùo composta da giovani rampolli della nobiltà. Fu detta dell’’agùo per l’utilizzo di uno stiletto importato da Milano, recante la scritta castiga villani con il quale i suoi appartenenti infilzavano chi reagiva o cercava di opporsi alle loro violenze e soprusi.
Per questo la popolazione si rivoltò, scacciò dal governo il partito dei nobili e si insediò quello democratico con a capo il tintore Paolo da Novi.
Dopo la sconfitta di Genova nella guerra contro la Francia, la piazza vide ancora un altro episodio storico con lo schieramento a cavallo di cento nobili capitanati da Luigi e Filippino Fieschi, che rientrati in città per recuperare il loro potere, sostennero le forze francesi di Luigi XII.
Altro episodio cruento fu l'assassinio del musicista Alessandro Stradella, pugnalato da due sicari il 28 febbraio 1682.
Degno di nota è che vi sostò nel 1702 Filippo V di Spagna e Pio VII, nel 1815, dopo la prigionia di Savona.
Il 13 novembre 1942, durante uno dei bombardamenti, nella notte tra le 22 e le 22,45, caddero sulla città 80 tonnellate di bombe esplosive e 47 di incendiarie. Anche la piazza ne fu oggetto: la Chiesa di San Pietro in Banchi e la Loggia dei Mercanti subirono danni gravissimi e furono per buona parte distrutte.

## Descrizione
Sulla piazza si affacciano:
- La Loggia dei Mercanti
- La Chiesa di San Pietro in Banchi
- Il Palazzo Ambrogio Di Negro
- Il Palazzo Serra
- La casa dei Moneglia

## Tra storia, mito, leggenda, folclore, teatro, letteratura

### Giuseppe Garibaldi in fuga

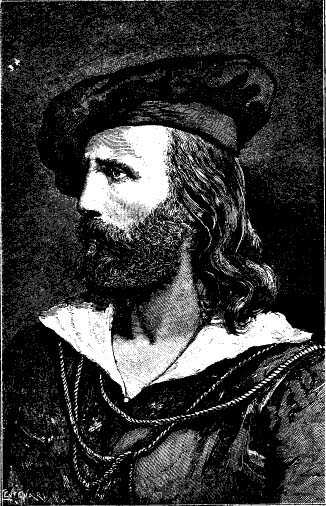
Giuseppe Garibaldi

Nella zona, in vico Acquavite, forse l'odierno vico De Negri pare che vi fosse la taverna de La Colomba in vico Acquavite.
Il giovane Giuseppe Garibaldi, vi trovò rifugio nel 1834. 
Fu proprio l'ostessa, Caterina Boscovich, che di lui invaghita, lo nascose con l'aiuto di Teresina Cassamiglia una cameriera della stessa taverna.
Garibaldi, che era sorvegliato e ricercato per le idee rivoluzionarie trovò così rifugio, nella taverna e nella casa della donna per poi imbarcarsi per prendere la via dell'esilio.

### Alessandro Stradella

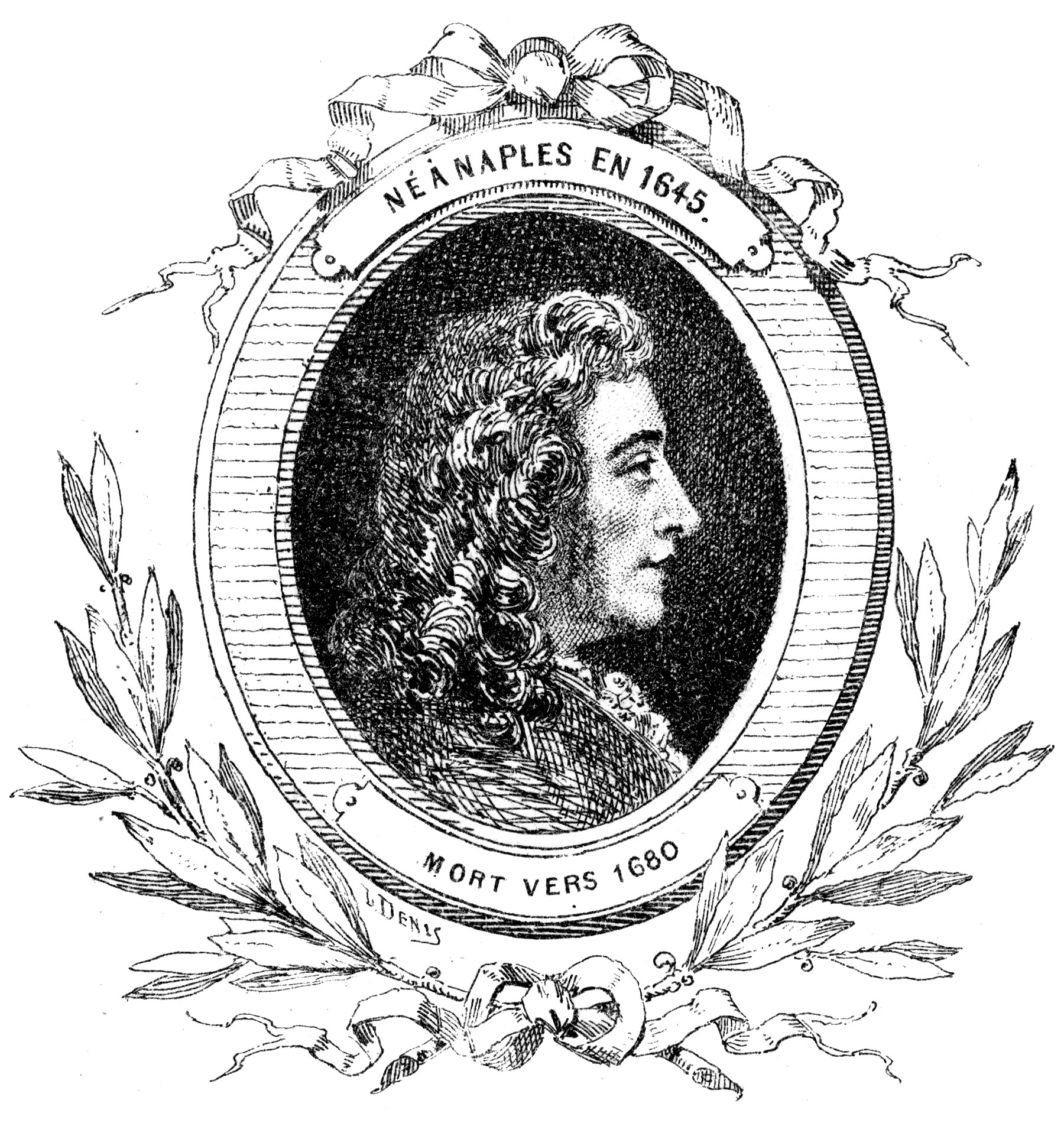
Alessandro Stradella

Sulla scalinata di fronte alla chiesa di San Pietro in Banchi, secondo alcune cronache, avrebbe trovato la morte il musicista Alessandro Stradella. Il noto compositore vi fu assassinato nella notte del 28 febbraio 1682.

Quella notte, narrata, in un romanzo che ne parla 
(Gian Carlo Ragni, Il cadavere di Piazza Banchi)
.
Pare infatti che il musicista fosse fuggito da Venezia a Torino ove scampò ad un tentativo di uccisione da parte di sicari mandati dal Doge di Venezia, Alvise Contarini, suo rivale in amore per Agnese van Uffele e quindi raggiunse Genova, dove proseguì la sua attività di compositore e precettore sino alla notte in cui morì. Non furono però mai accertati i colpevoli: se ad opera degli stessi sicari inviati dal veneto o da altri inviati forse da Giovan Battista Lomellini contrario a che la sorella si fosse innamorata di lui. Il compositore trovò poi sepoltura nella Chiesa delle Vigne. Secondo la fantasia, talora, verso sera,  viene udita la musica dello Stradella che melanconicamente aleggia nei luoghi.

### La Cagna Corsa (La strega Cattarina)

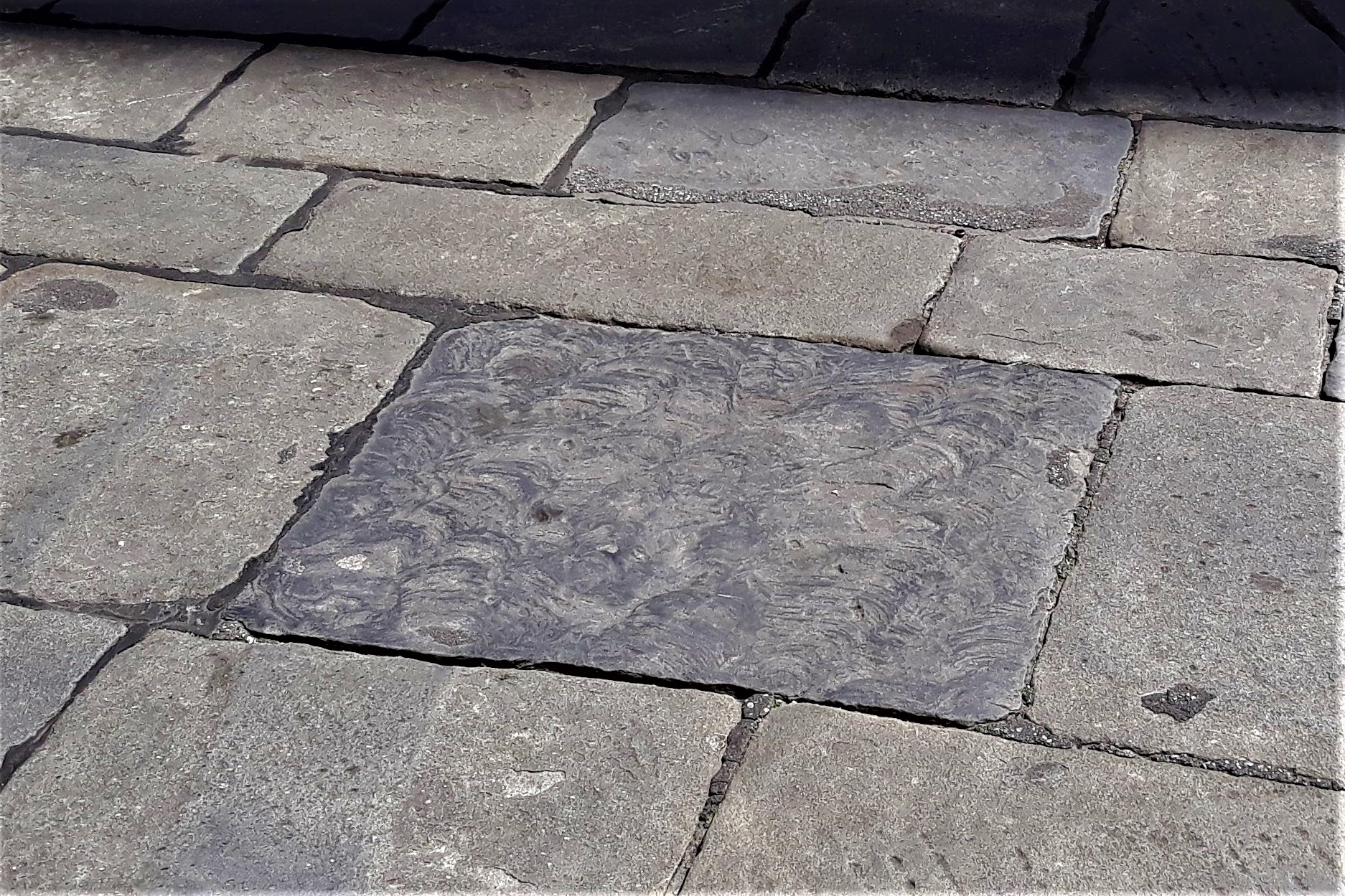
La pietra più scura

Parrebbe che nella piazza, nel settembre 1630, sia stata arsa su un rogo una donna cui erano state imputate, con l’accusa di stregoneria, le morti di alcuni bambini.
La donna si chiamava Manola ed era anche nota come Cattarina, ma soprannominata in spregio alla sua origine Corsica e all'umile condizione Cagna Corsa.
Secondo la fantasia, al centro della piazza una pietra più scura delle altre, emanerebbe, ancora oggi, il calore di quel rogo in cui la donna perì 
.

### Gilberto Govi ei raggi ultraviolanti di Banchi

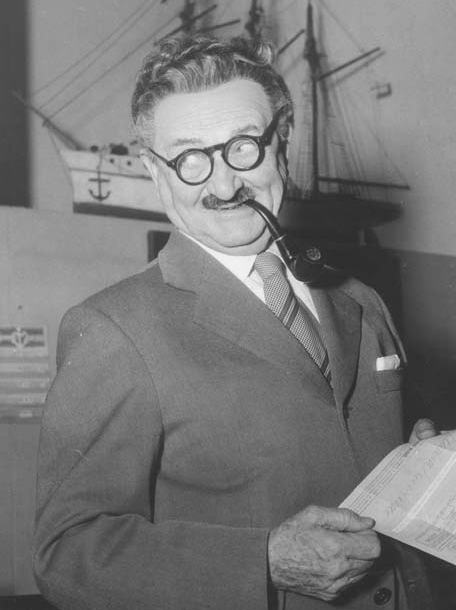
Gilberto Govi

In una nota scena dei I manezzi pe majâ na figgia, l'attore Gilberto Govi con comica ironia, immortala Banchi in un momento della vita della piazza che vedeva le persone sedersi sui sedili di marmo della Loggia, per riposare, parlare e scaldarsi al sole.
M’hanno detto che ci sono dei raggi del sole che fanno tanto bene … raggi ultraviolanti … ultraviolenti … e ho detto, va bene, intanto non c’è niente da fare, mi prendo due o tre raggi. 
 Mi son levato il cappello e ho detto, beh, mi prendo due o tre raggi, ero lì che mi prendevo i miei raggi … passa uno, me lo ricordo benissimo, passa uno con la barba, si ferma e mi guarda, dico si vede che mi conosce, allora ci ho fatto (sorriso) ... Giggia! Mi ha messo due palanche nel capello e se n’è andato ...»
(Gilberto Govi, I manezzi pe majâ na figgia)

### Il Viaggio in Italia di Stendhal
Nelle note che scrive nel 1828 nel viaggio in Italia, Stendhal così parla dei luoghi:
(Stendhal, viaggio in Italia 1828)

### La regina disadorna

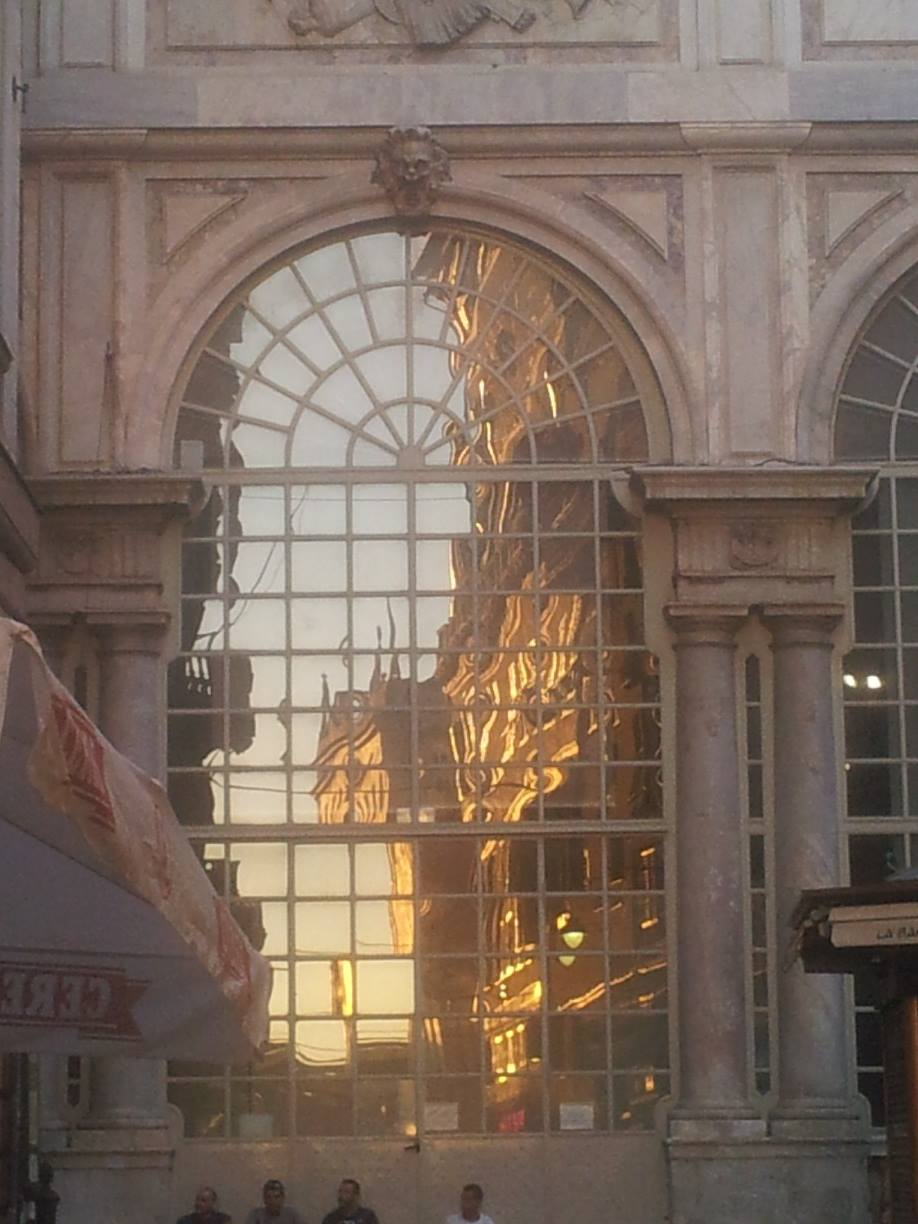
Riflessi su vetrate

Una bella descrizione della piazza si trova nelle pagine del La regina disadorna uno dei romanzi di Maurizio Maggiani.
(Maurizio Maggiani, La regina disadorna)

### Gli scaricatori del grano

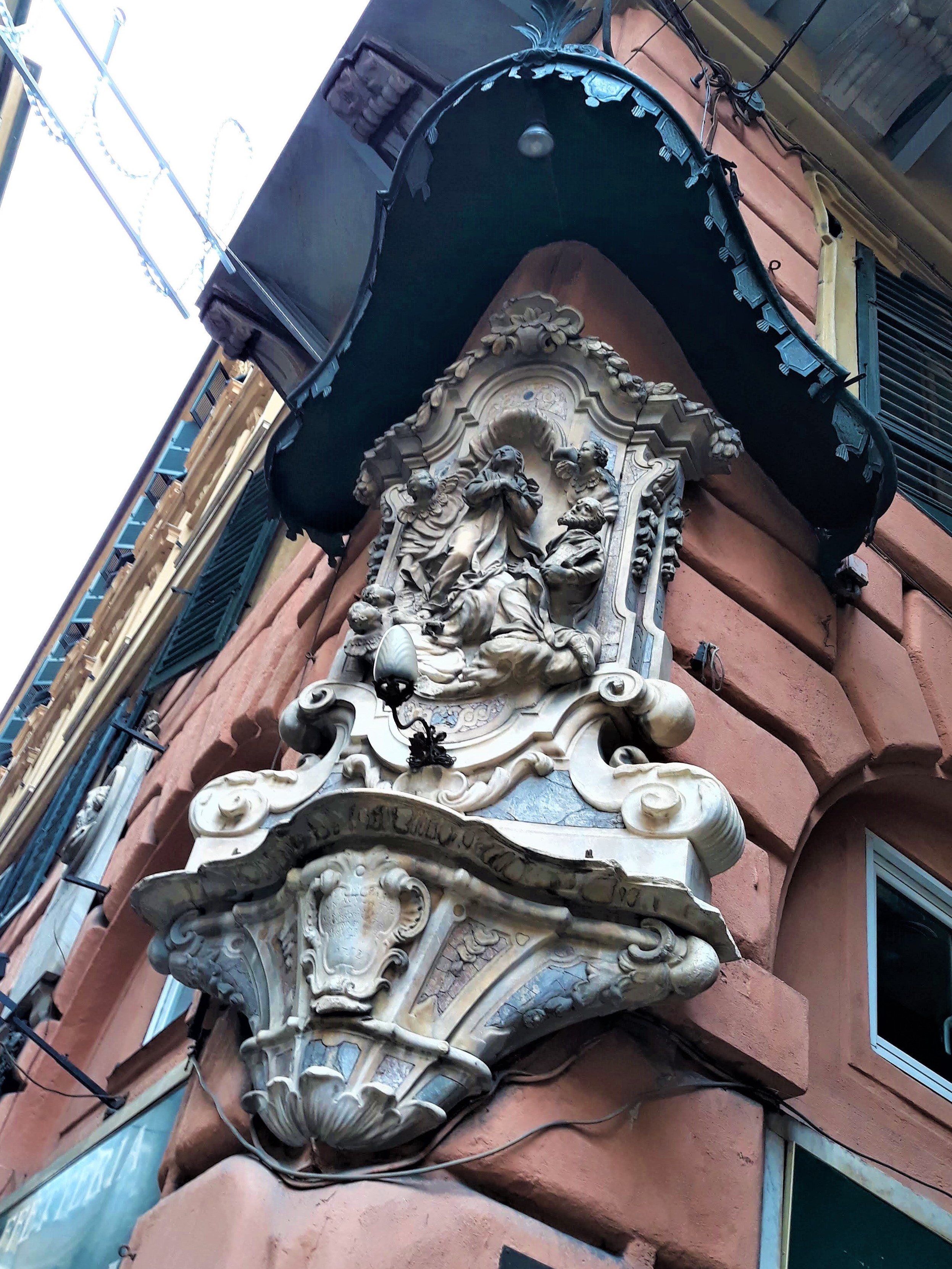
L'Edicola con l'Immacolata e San Zaccaria

All'incrocio tra le vie Ponte Reale e vico De Negri, nel 1752, i camalli, i facchini che curavano lo scarico del grano, fecero erigere un'edicola votiva che raffigura la Madonna Immacolata e San Zaccaria e alcuni cherubini. 
Sulla stessa si può leggere «Dei Parae Immaculatae Sanctissimi Praecursoris Patri Rei Frumentariae Baiuolorum Pietas 1752»

## Galleria d'immagini

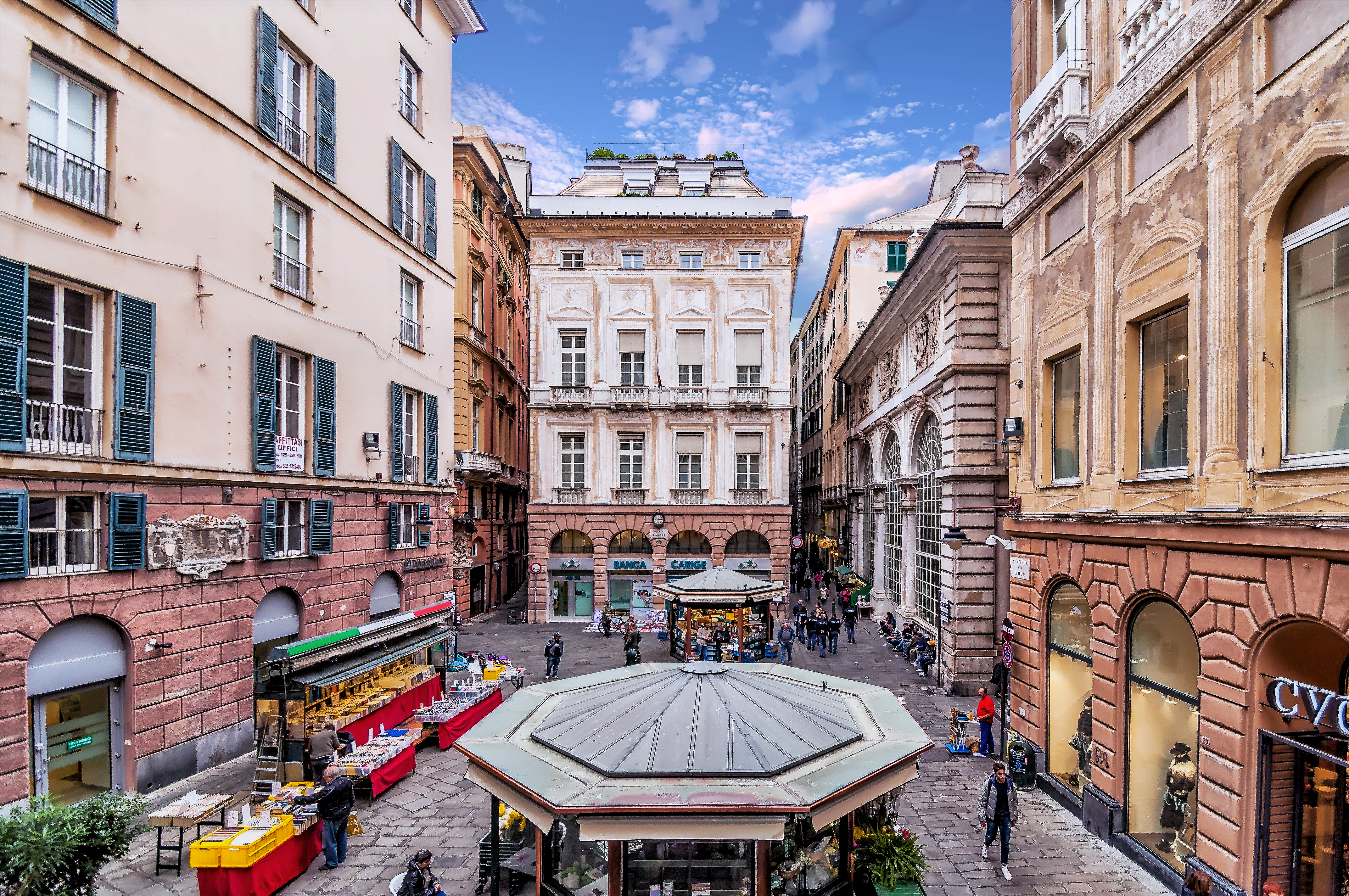
Piazza Banchi (veduta)
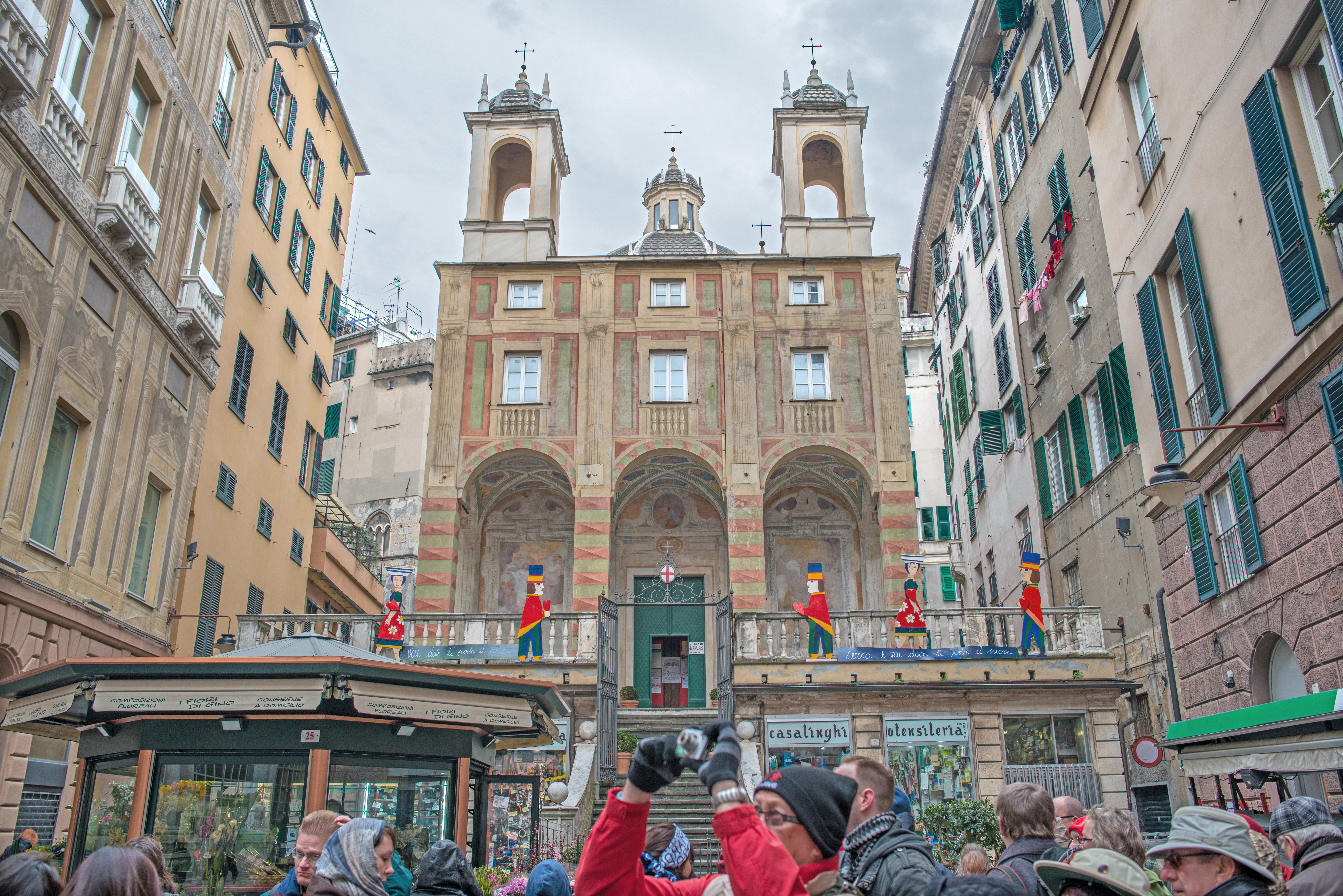
Piazza Banchi (veduta)
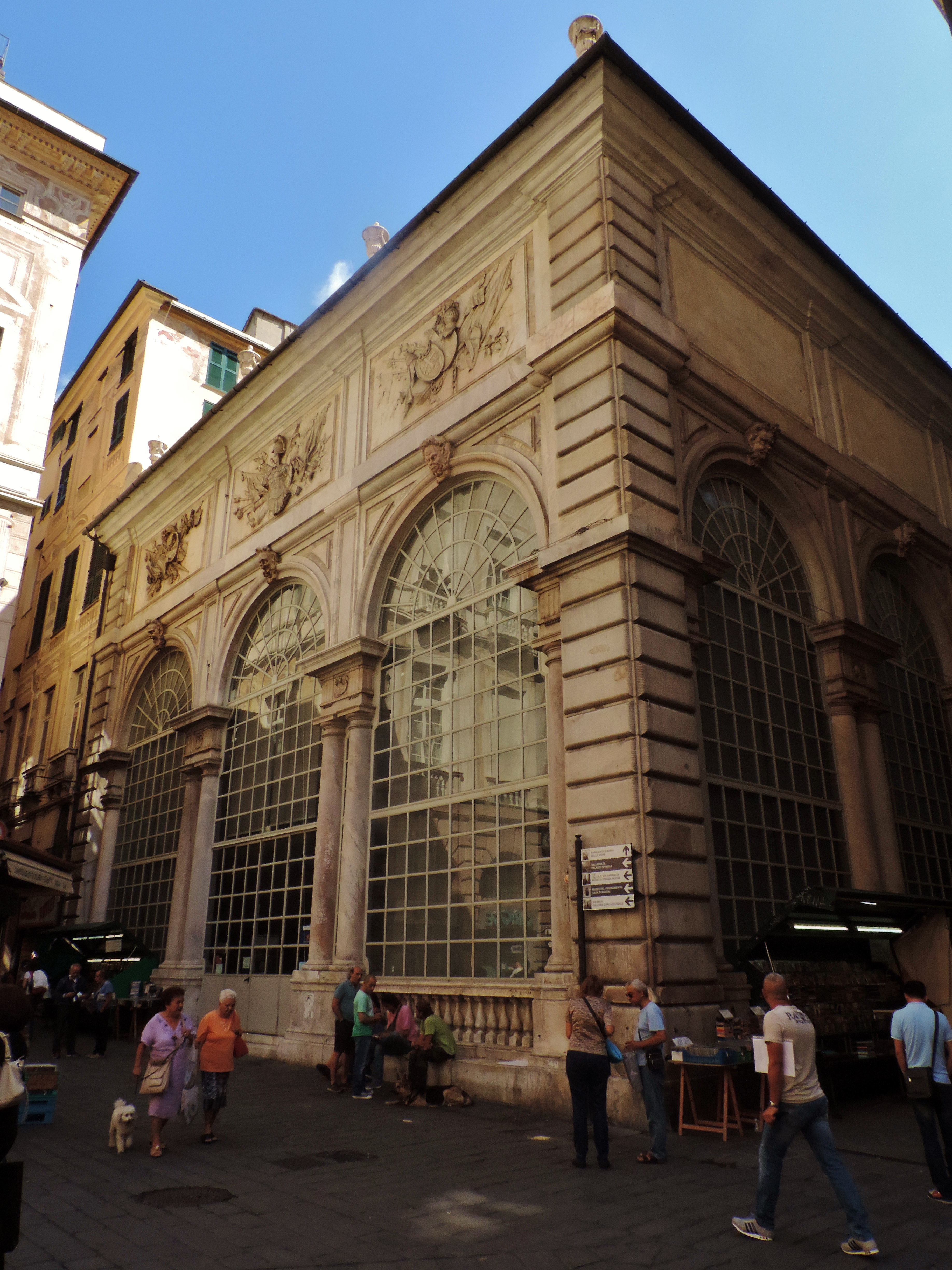
Loggia dei Mercanti
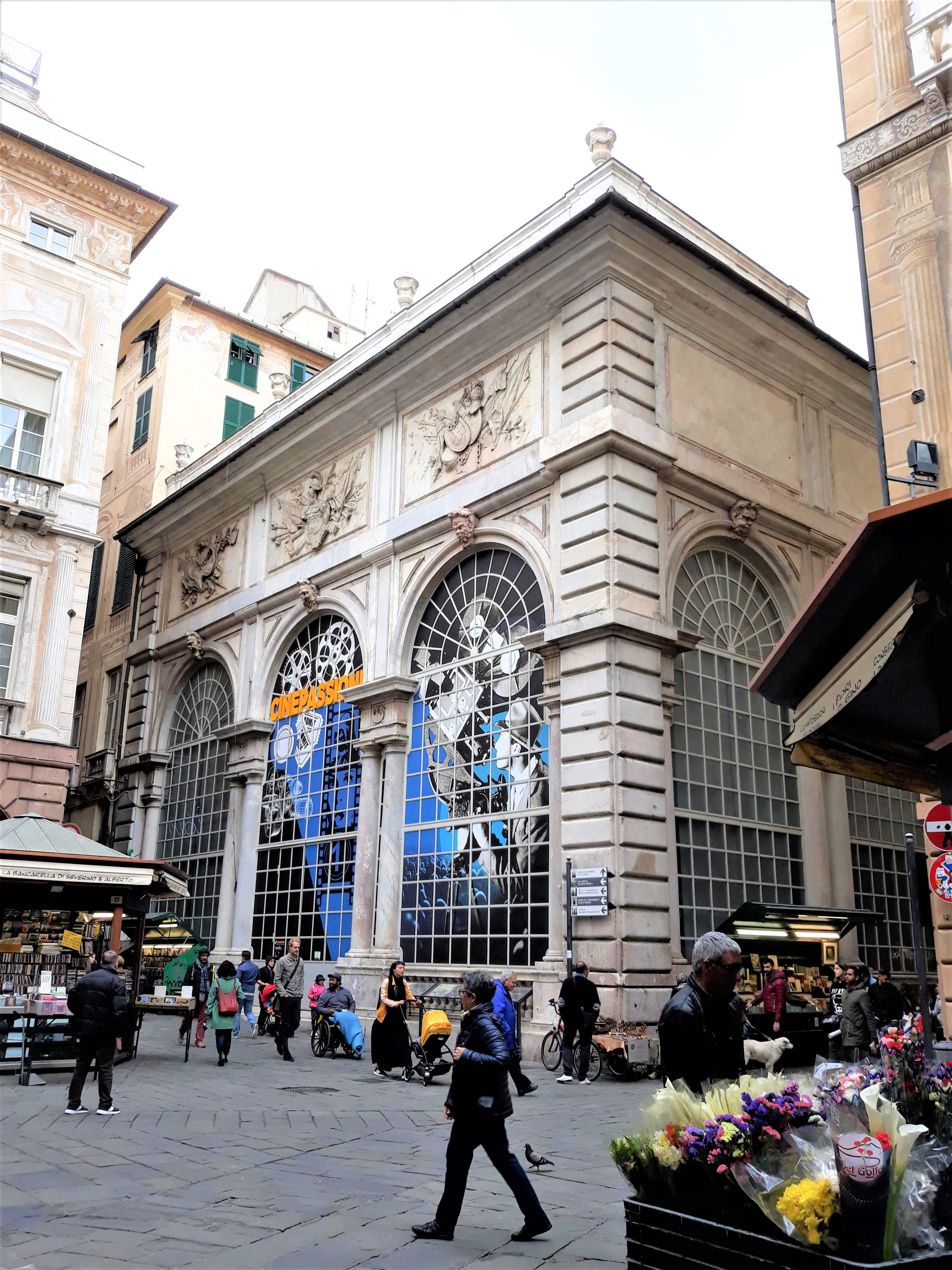
La Loggia dei Mercanti
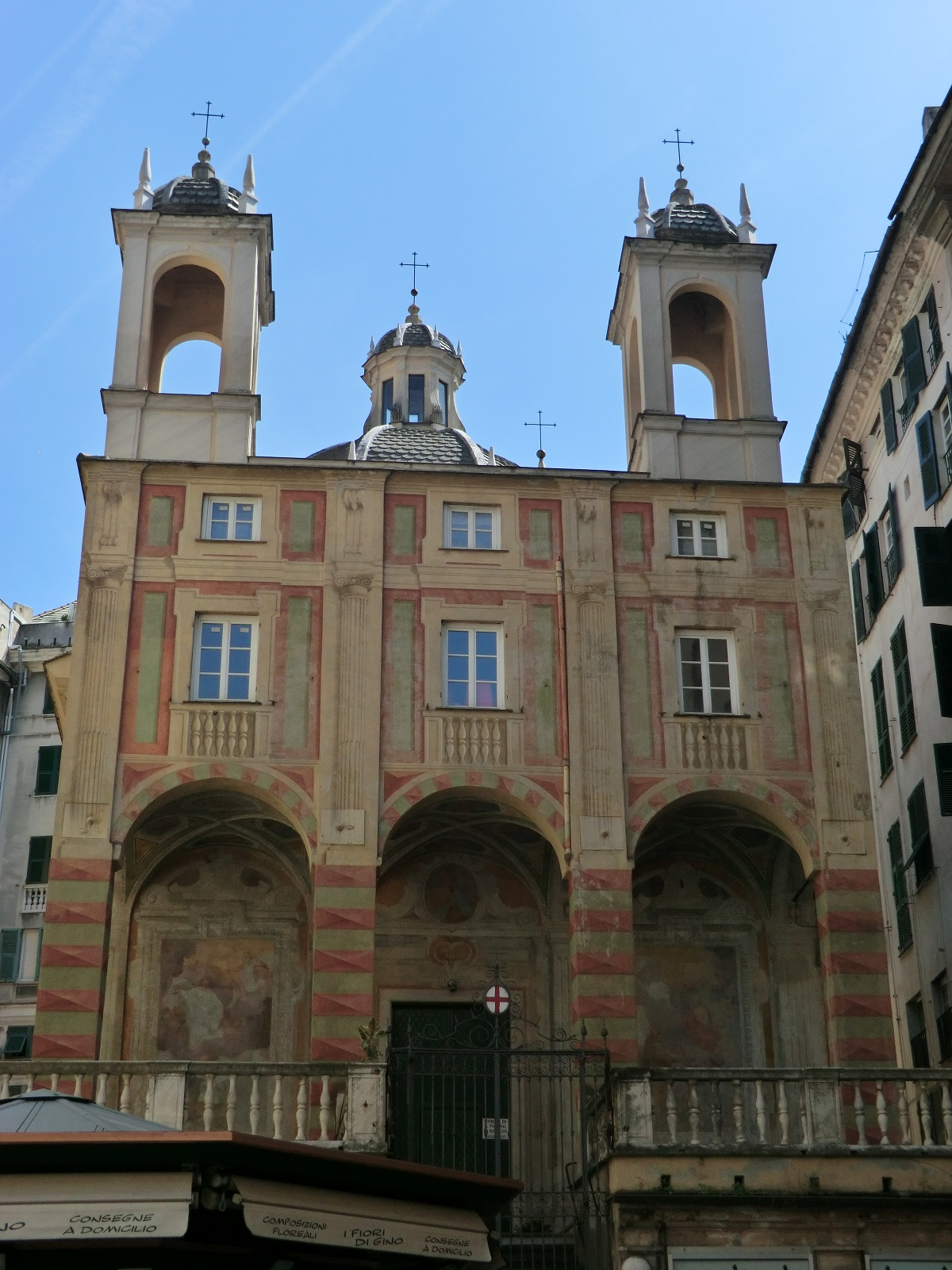
La Chiesa di San Pietro in Banchi
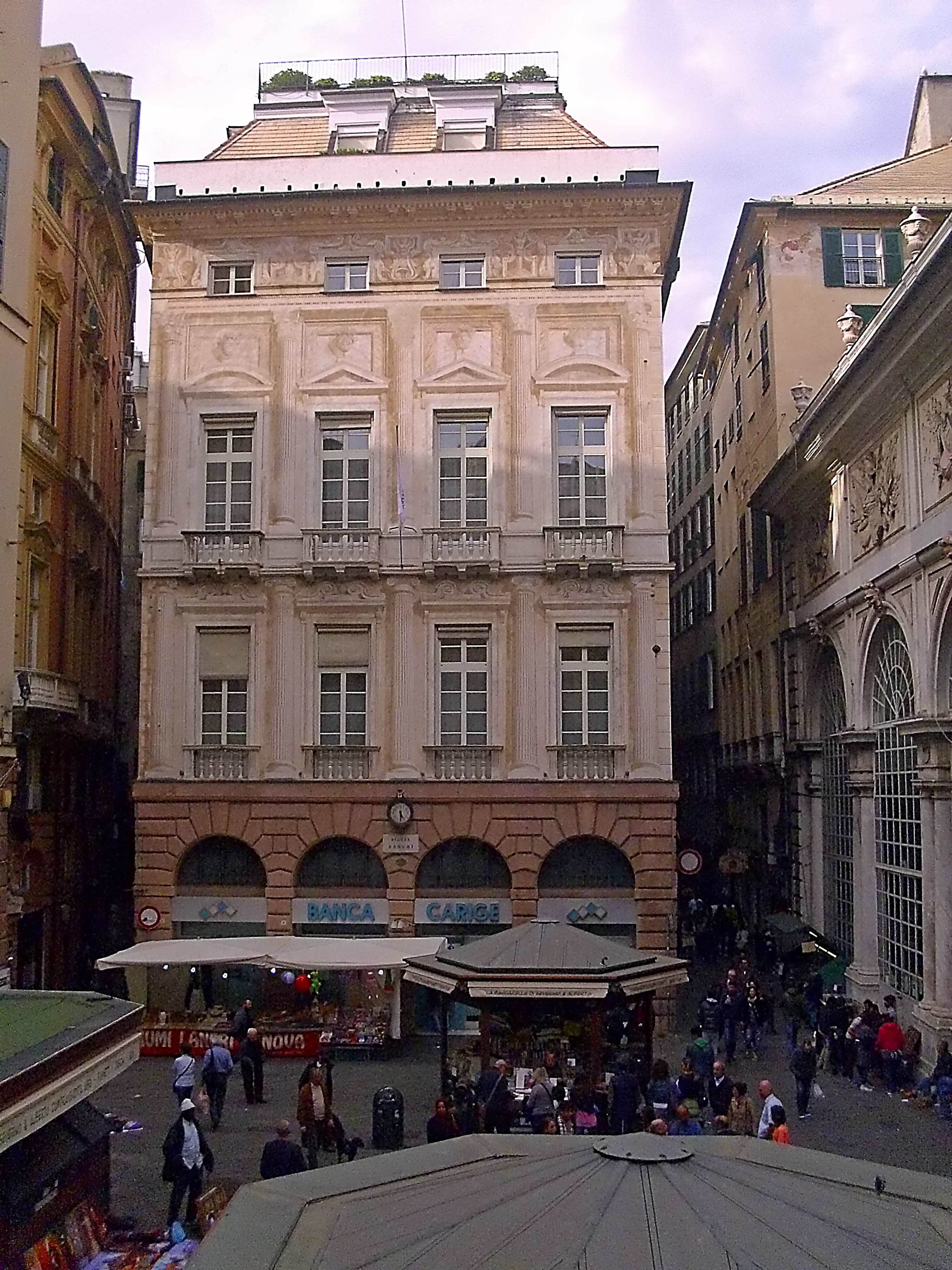
Palazzo Ambrogio Di Negro
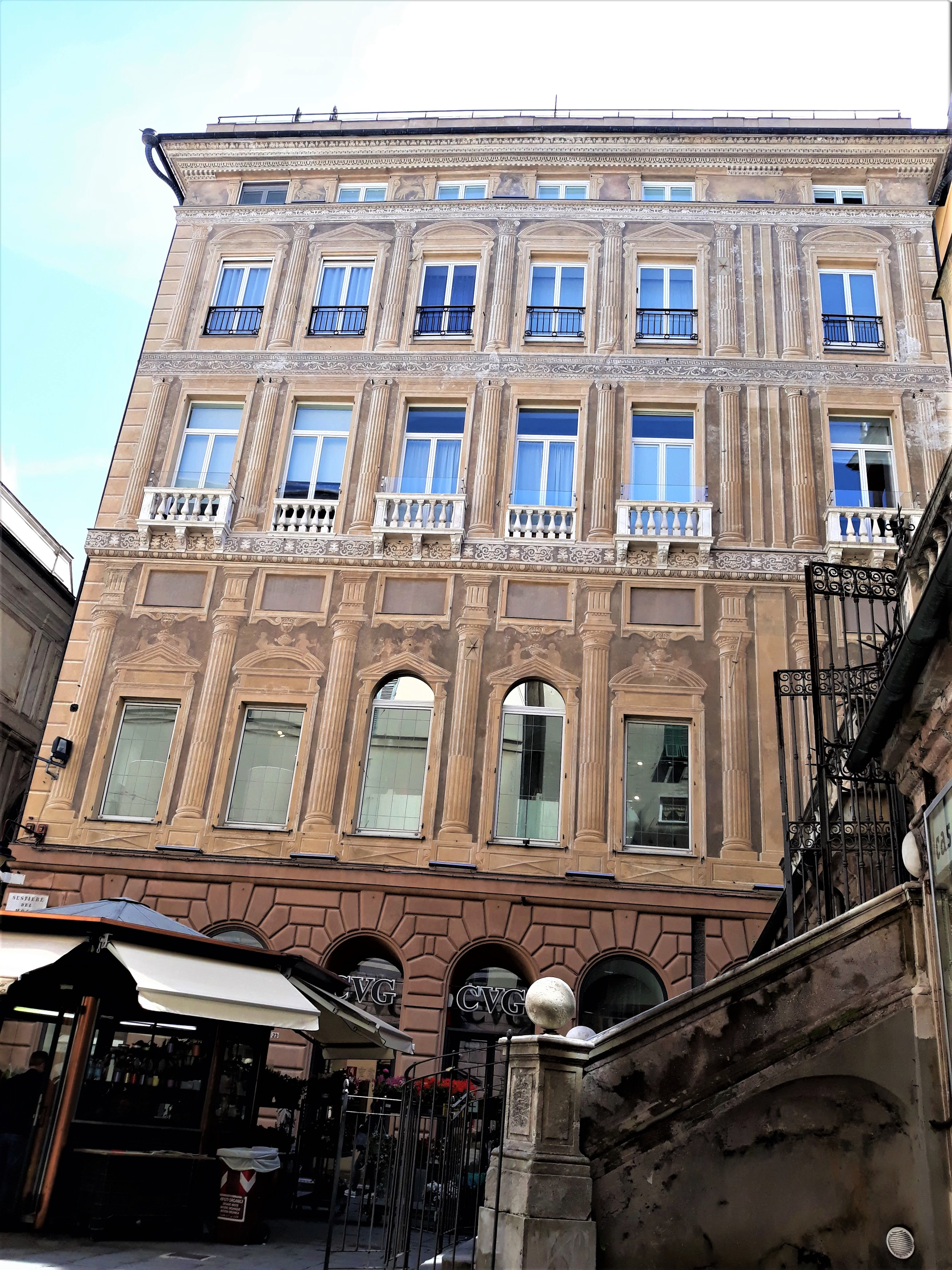
Il palazzo Serra
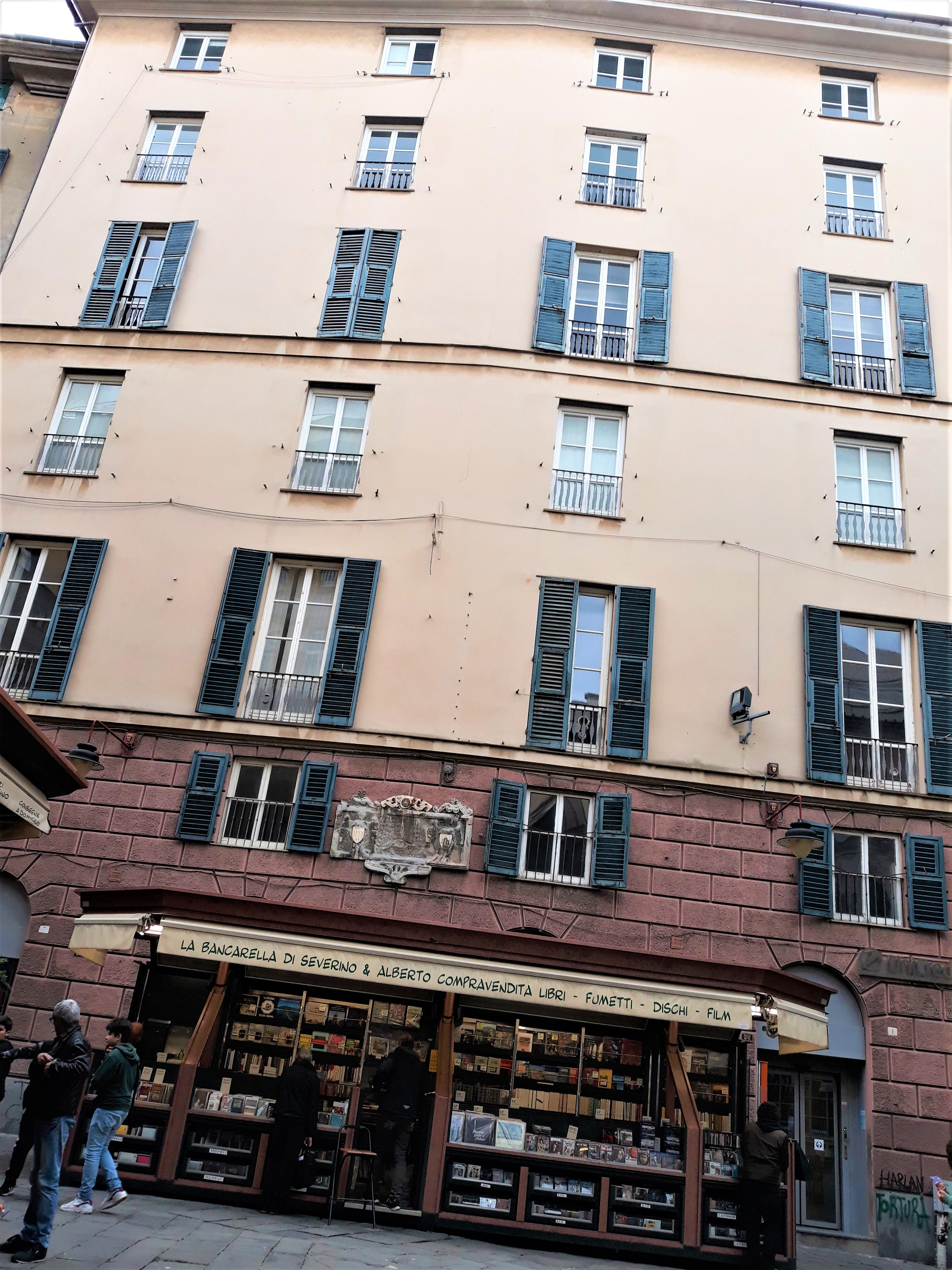
La casa dei Moneglia
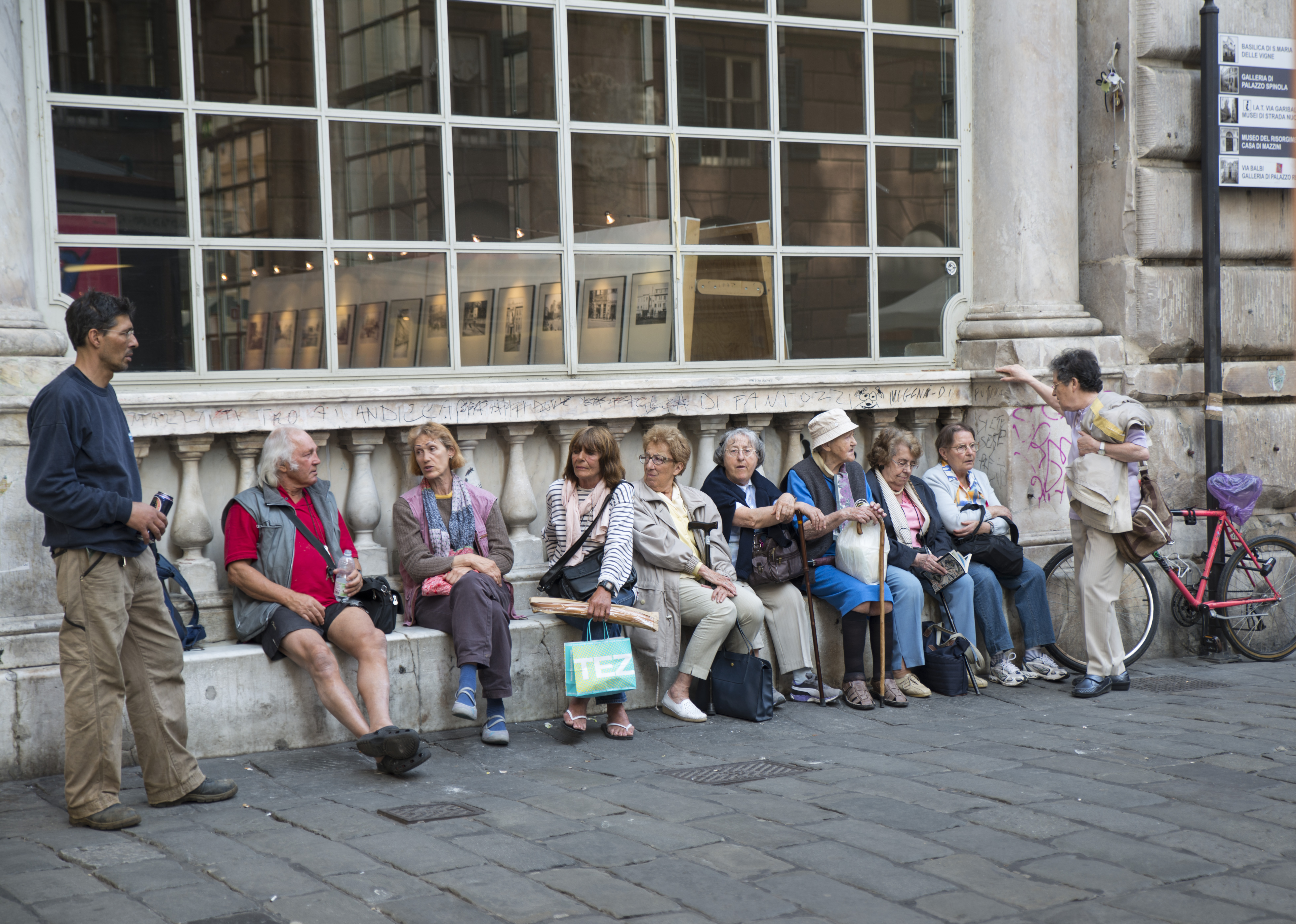
Loggia dei Mercanti
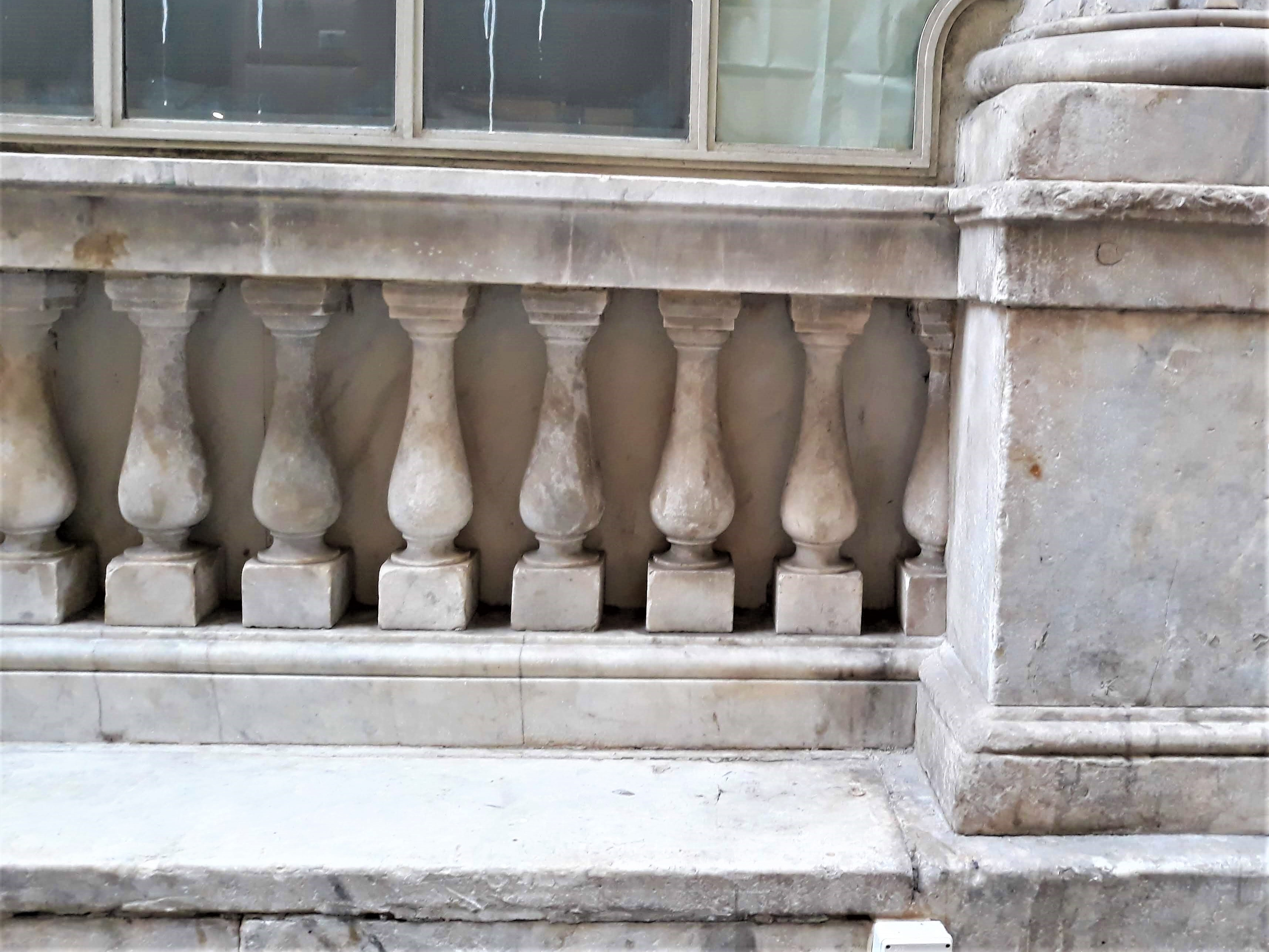
La Loggia dei Mercanti - Particolare Balaustra
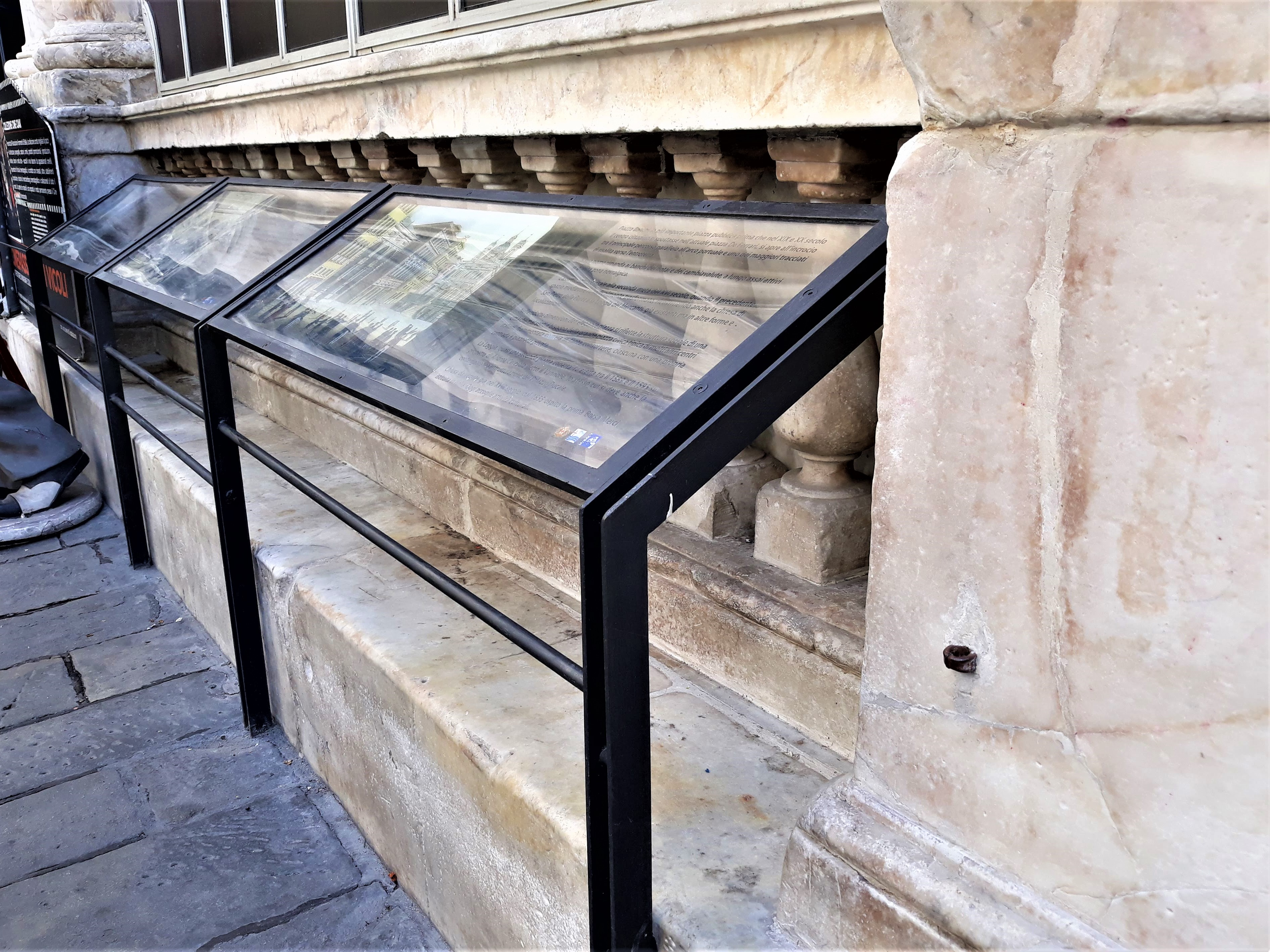
La Loggia dei Mercanti - le barriere anti clochard
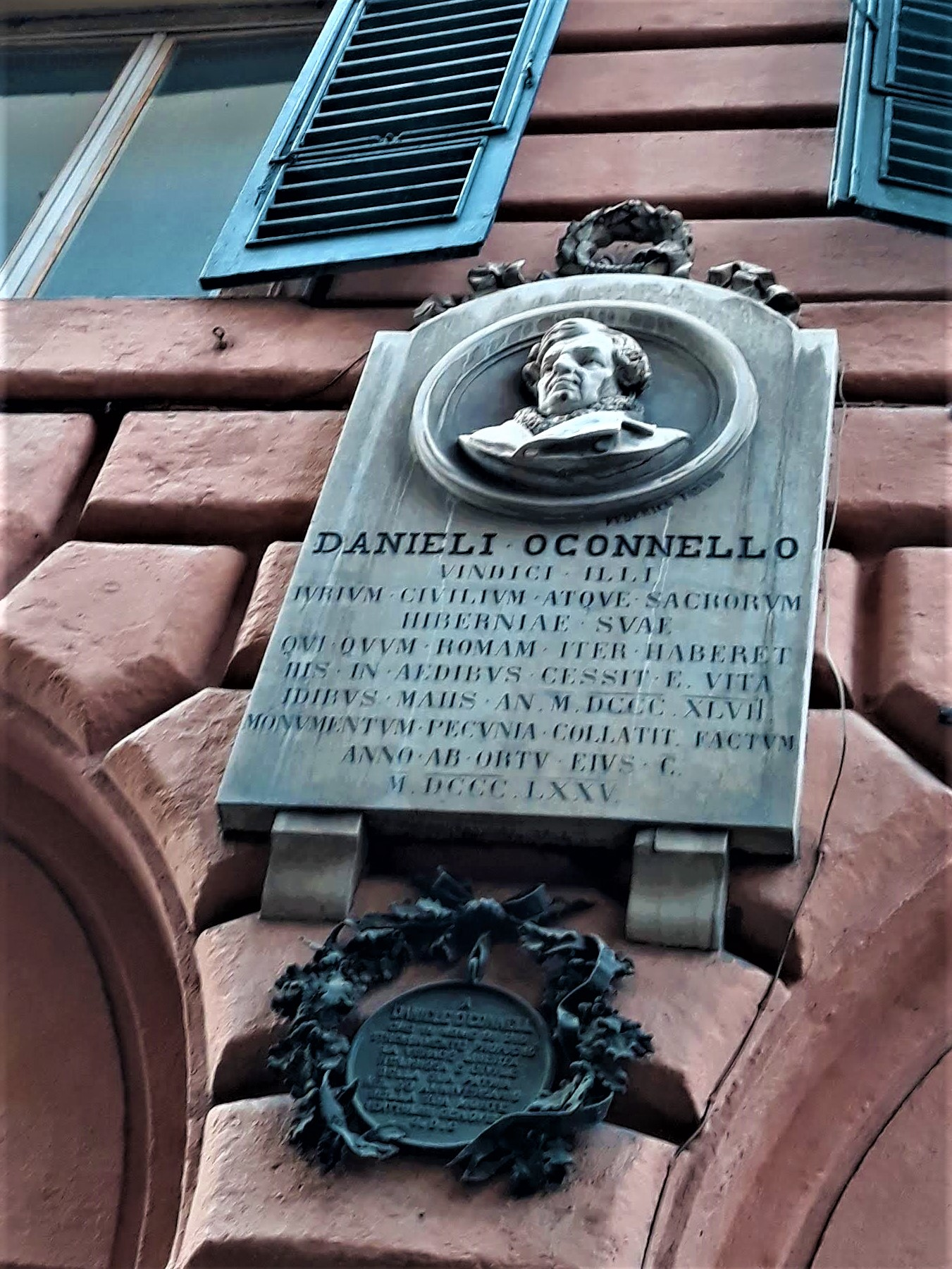